# Sigismondo Castromediano

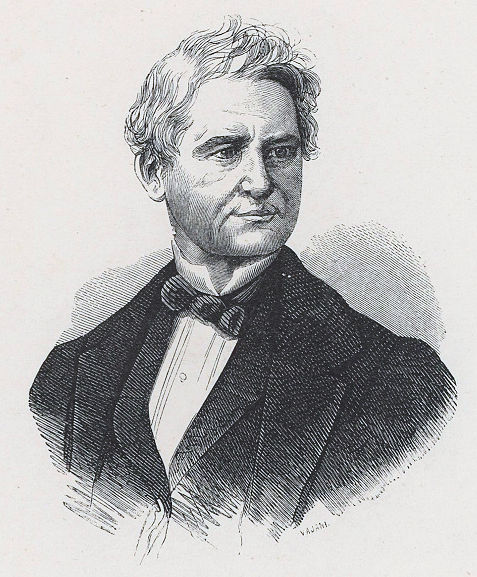
Sigismondo Castromediano in het eerste parlement van Italië (1861)

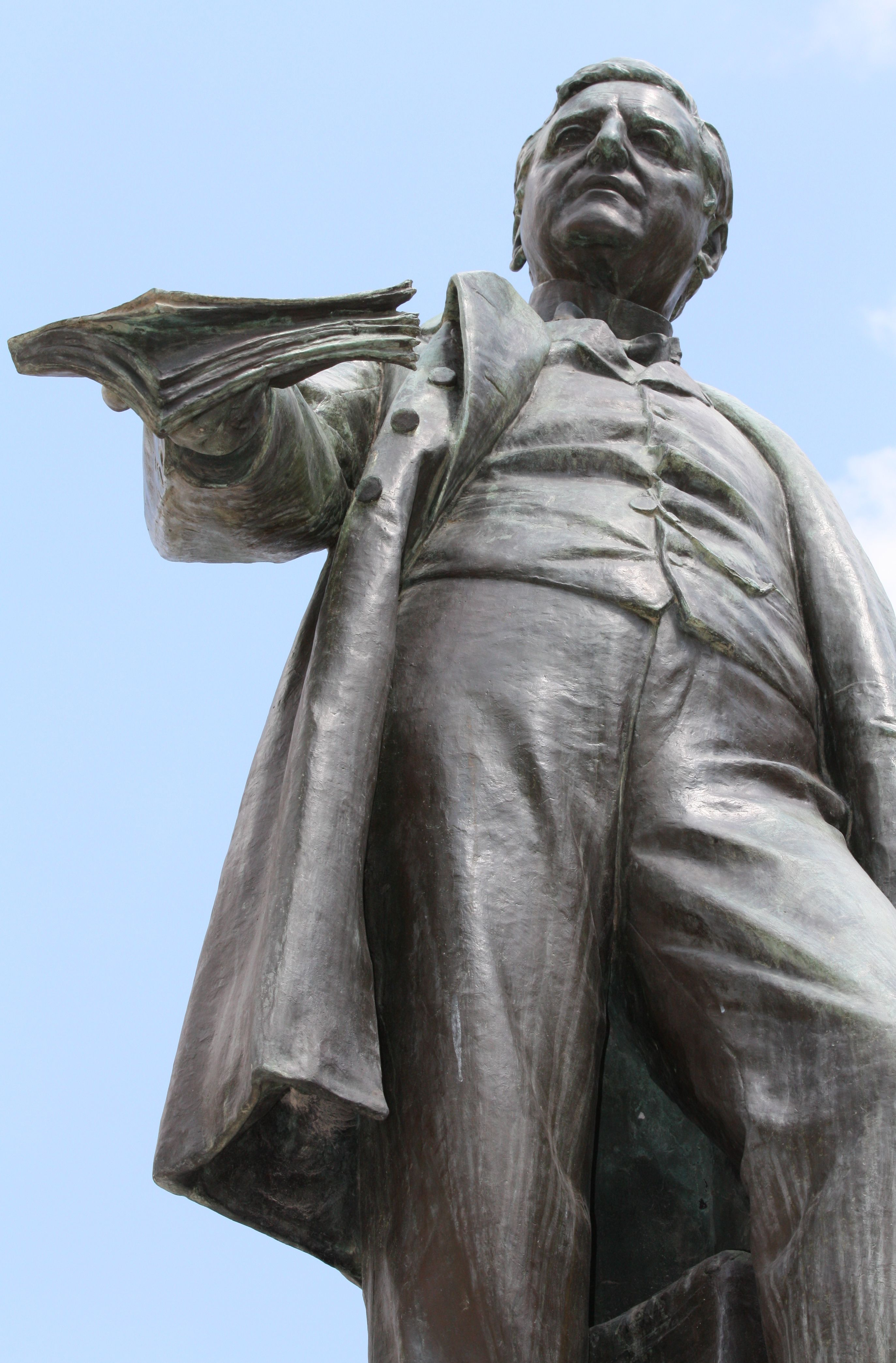
Standbeeld in Lecce, Italië

Sigismondo Castromediano (Cavallino, 20 januari 1811 – aldaar, 26 augustus 1895) was een Italiaans archeoloog en edelman. Hij was een voorvechter van de eenmaking van Italië.

## Levensloop
Castromediano werd geboren in Cavallino, een plaats in de regio Apulië in het koninkrijk der Beide Siciliën. Hij had de titels van hertog van Morciano en markies van Cavallino. 
In 1848 nam hij actief deel aan de revolutie in Napels om de Bourbondynastie te verjagen. Dit mislukte doch Castromediano bleef militant actief in een patriottische vereniging. Dit bracht hem voor de rechtbank die hem veroordeelde tot dertig jaar opsluiting (1850). Hij slaagde erin om zijn erbarmelijke ervaringen op te schrijven; postuum werd zijn werk in Lecce uitgegeven onder de titel Carcere e galere politiche (2 volumes).
In 1859 besliste het Bourbonregime om hem samen met andere politieke gevangenen te verbannen naar de Verenigde Staten. Door ruzie op het schip meerde het aan in Ierland, een deel van het Verenigd Koninkrijk. Vandaar namen Castromediano en een zestigtal gevangenen de vlucht naar Londen. In Londen werden ze goed ontvangen. Vervolgens trok Castromediano naar Turijn. Daar bood hij zijn diensten aan de regering-Cavour om samen te strijden voor de eenmaking van Italië. Nadien keerde hij naar Napels terug.
Van 1861 tot 1865 zetelde Castromediano in de Kamer van Volksvertegenwoordigers in Turijn, in het Palazzo Carignano. Dit was de eerste legislatuur van het eengemaakte Italië; de Pauselijke Staat met Rome behoorde nog niet tot Italië. Castromediano zette zich in voor zijn streek Apulië, alsook voor de afschaffing van de doodstraf.
In 1865 werd hij niet herverkozen. Vandaar trok hij zich terug in zijn kasteel in Cavallino. De laatste dertig jaren van zijn leven besteedde hij aan historisch-archeologisch onderzoek. Hij legde een verzameling Griekse vazen, munten en andere voorwerpen aan. In 1868 stichtte hij in Lecce het provinciaal museum van Lecce dat zijn naam draagt: Museo Sigismondo Castromediano. Het is het oudste museum van Lecce. 